# نادي ليبرتاد
نادي ليبيرتاد (بالإسبانية: Club Libertad)‏ نادي كرة قدم باراغواياني يلعب في دوري الدرجة الممتازة. تم تأسيس النادي في سنة 1905.